# 施泰尔埃格
施泰尔埃格是奥地利上奥地利州乌尔法尔城郊县的一个市镇。总面积33平方公里，总人口4764人，人口密度144.4人/平方公里（2011年）。